# نهر كامالا
نهر كامالا (الهندية والنيبالية: कमला नदी kamalā nadī)، ينبع من نيبال ويتدفق عبر ولاية بهار الهندية.